# Nipponomarolia nagaii
Nipponomarolia nagaii is een keversoort uit de familie zwamspartelkevers (Melandryidae). De wetenschappelijke naam van de soort werd in 1989 gepubliceerd door Takehiko Nakane.